# Індуїзм в Австралії
Індуїзм в Австралії є релігією меншини, що складається з понад 440 300 вірян, що становить 1,9% населення за даними перепису 2016 року.
У XIX столітті англійці вперше привезли індуїстів з Індії до Австралії для роботи на плантаціях бавовни та цукру. Багато хто залишився як дрібні підприємці, що працюють торговцями і продавцями товару. Нині індуїсти - це добре освічені фахівці в таких галузях, як медицина, інженерія, комерція.

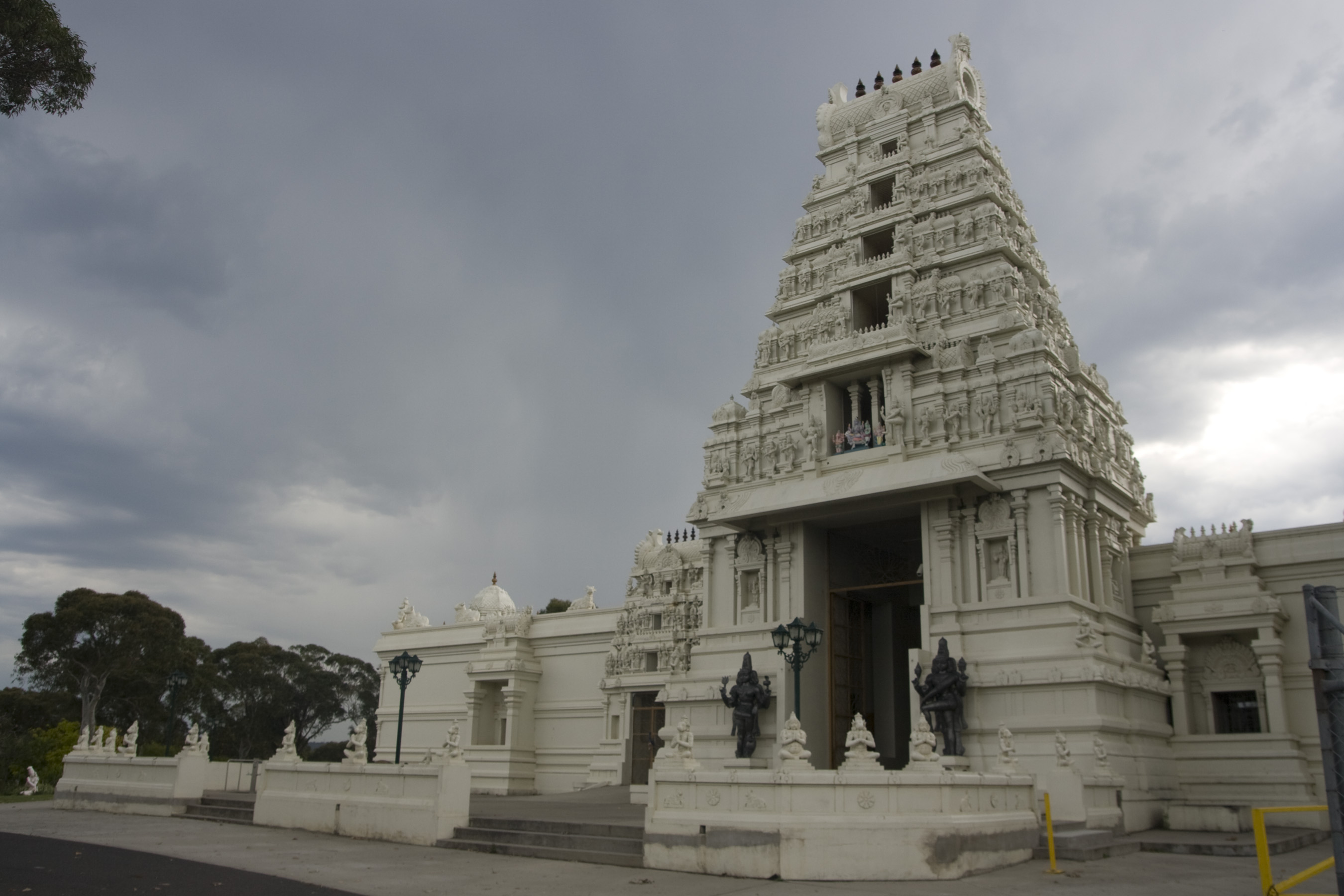
Храм Шрі Венкатесвара, Геленсбург, штат Новий Південний Уельс

Індуїсти в основному мають індійське походження, значна частина зі Шрі-Ланки, Фіджі, Сінгапуру. 
Більшість австралійських індуїстів проживають уздовж східного узбережжя Австралії, переважно в містах Мельбурн та Сідней. Близько 39% індусів у Великому Сіднеї, 29% у Великому Мельбурні та 8% у Великому Брисбені та Великому Перті.